# The Entertainment Group
The Entertainment Group, soms ook afgekort tot TEG, was een Nederlandse productiemaatschappij die zich met name richtte op Nederlandse artiesten en evenementen. Het hoofdkantoor van TEG was gevestigd in Hilversum.
TEG was bij het grote publiek vooral bekend vanwege de organisatie van de concertreeks Symphonica in Rosso van Marco Borsato en van de concerten van Guus Meeuwis in het Philips Stadion en het Abe Lenstra Stadion.
Het bedrijf vroeg in september 2009 uitstel van betaling aan, na onsuccesvolle overnames door het zusterbedrijf LAB Ventures. Op 22 september 2009 werd door de rechtbank in Amsterdam het faillissement uitgesproken. Na het faillissement van The Entertainment Group richtte Guus Meeuwis een eigen bedrijf op, genaamd Modestus Management.

## Rechtszaken tegen directeur
De bestuurder Leo W., financieel/gevolmachtigd directeur van The Entertainment Group werd op 27 februari 2014 door de rechtbank Overijssel veroordeeld tot een gevangenisstraf van 15 maanden, waarvan 5 voorwaardelijk. Dit wegens bedrieglijke bankbreuk van een rechtspersoon, (meermalen) valsheid in geschrift en fiscale fraude. De rechtbank hield verder rekening met het feit dat verdachte bij vonnis van de civiele kamer van dezelfde rechtbank d.d. 26 oktober 2011 is veroordeeld tot betaling aan de curator van een bedrag van € 339.866,- en privé failliet is verklaard op 13 maart 2012.

## Divisies
The Entertainment Group bestond uit enkele afzonderlijke onderdelen, die zich elk richtten op een ander vakgebied. Deze onderdelen waren:
- TEG Agency: de managementdivisie van TEG vanwaaruit de belangen van bekende personen werden behartigd;
- TEG Bookings: verzorgde boekingen van artiesten als Trijntje Oosterhuis, Wendy van Dijk, Winston Gerschtanowitz, Floortje Dessing, Herman den Blijker en Richard Krajicek;
- TEG Consultancy: adviseerde het bedrijfsleven omtrent media en entertainment;
- TEG Events: creëerde en produceerde publieks-, bedrijfs- en persevenementen;
- TEG Music: verzorgde het management voor diverse Nederlandse artiesten;
- TEG Television: een onafhankelijke televisieproductiemaatschappij;
- TEG Publishing: publiceerde muziek en exploiteerde de rechten ervan.